# J. Lawton Collins
Joseph Lawton Collins (1 de mayo de 1896-12 de septiembre de 1987) fue un oficial superior del Ejército de los Estados Unidos. Durante la Segunda Guerra Mundial, sirvió en los teatros de operaciones del Pacífico y de Europa, siendo uno de los pocos altos mandos estadounidenses que lo hicieron. Fue jefe de Estado Mayor del Ejército de los Estados Unidos durante la guerra de Corea.

## Primeros años y carrera militar
Collins nació en Nueva Orleans, Luisiana, en el seno de una numerosa familia católica irlandesa el 1 de mayo de 1896. Ingresó en la Academia Militar de los Estados Unidos en West Point, Nueva York, en junio de 1913, a la edad de 17 años, y se graduó el 20 de abril de 1917, exactamente dos semanas después de la entrada de Estados Unidos en la Primera Guerra Mundial, y poco antes de cumplir 21 años. Debido al estallido de la guerra, la graduación se adelantó varias semanas. Se graduó en el puesto 35 de su promoción de 139 alumnos. Entre los que se graduaron junto a él estaban Matthew Ridgway, Mark W. Clark (que cumplía años el mismo día que Collins y, como los dos cadetes más jóvenes, eran conocidos como los "bebés de la clase"), Bryant Moore, Ernest N. Harmon, William C. McMahon, Norman Cota, Laurence B. Keiser, William W. Eagles, William Kelly Harrison, Jr. y Frederick Augustus Irving. Todos estos hombres, al igual que Collins, estaban destinados a convertirse en oficiales generales y más tarde a alcanzar un alto rango en el ejército, con Ridgway, junto con Collins, convirtiéndose en jefes de Estado Mayor del Ejército y Clark llegando a ser un general de cuatro estrellas.
Collins fue comisionado como teniente segundo en la rama de Infantería del Ejército de los Estados Unidos y fue asignado como comandante de pelotón y posteriormente de compañía en el 22.º Regimiento de Infantería. Fue ascendido a primer teniente en mayo de 1917 y a capitán temporal en agosto. Asistió a la Escuela de Armas del Ejército de los Estados Unidos en Fort Sill, Oklahoma, y sirvió con el regimiento en varios lugares entre 1917 y 1919. Fue ascendido a capitán en junio de 1918 y a mayor temporal en septiembre, y tomó el mando del 3.º Batallón del 22.º Regimiento de Infantería al mes siguiente. La Primera Guerra Mundial llegó a su fin poco después, el 11 de noviembre de 1918. Al no poder luchar en el extranjero durante la guerra, Collins comandó el 3.º Batallón, 18.º Regimiento de Infantería en Francia en junio de 1919, y fue asistente del jefe de Estado Mayor, como oficial de estado mayor G-3 con las Fuerzas Americanas en Alemania de 1920 a 1921. Durante este tiempo, Collins sirvió en el Ejército de Ocupación en Alemania.

## Período entre guerras
Collins se casó con Gladys Easterbrook en 1921 y, tras alcanzar el rango de capitán en 1920, fue instructor del departamento de química de la Academia Militar de los Estados Unidos de 1921 a 1925. Se graduó en el curso de oficial de compañía de la Escuela de Infantería del Ejército de los Estados Unidos en Fort Benning, Georgia, en 1926, y en el curso avanzado de la Escuela de Artillería de Campaña del Ejército de los Estados Unidos en Fort Sill, Oklahoma, al año siguiente. Fue instructor de armas y tácticas en la Escuela de Infantería del Ejército de los Estados Unidos de 1927 a 1931 y, ascendido a mayor en agosto de 1932, fue oficial ejecutivo de la 23.ª Brigada en Manila, y ayudante del jefe de Estado Mayor, como oficial de estado mayor G-2, en la División de Filipinas de 1933 a 1934.
Collins se graduó en la Escuela Industrial del Ejército de los Estados Unidos en 1937, y en la Escuela de Guerra del Ejército de los Estados Unidos al año siguiente. A continuación, fue instructor en la Escuela de Guerra del Ejército desde 1938 hasta 1940. Fue ascendido a teniente coronel el 25 de junio de 1940 y, ya como coronel titular (habiendo sido ascendido el 15 de enero de 1941), fue jefe de personal del VII Cuerpo en 1941.

## Segunda Guerra Mundial[5]
Cuando Estados Unidos entró en la Segunda Guerra Mundial en diciembre de 1941, Collins era coronel temporal desde enero. El 14 de febrero de 1942 fue ascendido al rango de oficial general de una estrella, el general de brigada, y el 26 de mayo al rango de oficial general de dos estrellas, el general de división.
Collins fue jefe de Estado Mayor del Departamento de Hawái de 1941 a 1942 y sirvió como comandante general de la 25.ª División de Infantería -apodada la División "Tropic Lightning"- en Oahu y en las operaciones contra los japoneses en Guadalcanal entre 1942 y 1943 y en Nueva Georgia de julio a octubre de 1943. En el momento de su nombramiento era el comandante de división más joven del Ejército de los Estados Unidos, con 46 años. Fue durante esta campaña cuando Collins se ganó el apodo de "Lightning Joe".
Posteriormente, Collins fue trasladado al Teatro Europeo de Operaciones (ETO), donde comandó el VII Cuerpo en la invasión aliada de Normandía y en el Frente Occidental hasta el fin de la Segunda Guerra Mundial en Europa en mayo de 1945. Collins fue elegido por el Teniente General Omar Bradley, que había servido con Collins en la Escuela de Infantería del Ejército antes de la guerra y que entonces estaba al mando del Primer Ejército en Inglaterra, como sustituto del General de División Roscoe B. Woodruff, el comandante original del VII Cuerpo y uno de los compañeros de Bradley en West Point. Woodruff era superior a Collins pero no tenía experiencia en operaciones anfibias. Collins fue nombrado después de una breve entrevista con Bradley y el General Dwight D. Eisenhower, el Comandante supremo aliado, sobre su experiencia en combate después de que Collins resumiera su enfoque táctico en el Pacífico como el de apuntar siempre al terreno alto en un ataque. Bradley se dirigió a Eisenhower, afirmando que Collins "habla nuestro idioma". A la edad de 47 años, esto convirtió a Collins en el comandante de cuerpo más joven del Ejército de los Estados Unidos. Entre las unidades que sirvieron bajo el mando de Collins en Normandía se encontraba la veterana 82.ª División Aerotransportada, comandada por el General de División Matthew Ridgway, compañero de la promoción de West Point de 1917.
El VII Cuerpo desempeñó un papel importante en el desembarco de Normandía en junio de 1944 y en la posterior batalla de Normandía, incluida la Operación Cobra. Collins era uno de los favoritos del comandante del 21.º Grupo de Ejércitos, el general Sir Bernard Montgomery, que después de la Operación Goodwood trazó el camino para que el VII Cuerpo irrumpiera en la Operación Cobra el 27 de julio de 1944. Después de Cobra, la batalla de la bolsa de Falaise, que completó la destrucción de la Wehrmacht en Normandía, el cuerpo participó en la liberación de París y en el avance aliado desde París hasta el Rin. A principios de septiembre, el VII Cuerpo tomó unos 25.000 prisioneros durante la batalla de la bolsa de Mons. Posteriormente, atravesó la Línea Sigfrido y sufrió duros combates en la batalla del bosque de Hürtgen. Posteriormente, el VII Cuerpo desempeñó un papel importante en la Batalla de las Ardenas, la mayor batalla del Frente Occidental durante la Segunda Guerra Mundial, y finalmente participó en la invasión occidental aliada de Alemania. El VII Cuerpo es quizá más conocido por el papel protagonista que desempeñó en la Operación Cobra; menos conocida es la contribución de Collins a ese plan.
Collins, uno de los pocos altos mandos estadounidenses que luchó tanto en Europa como en el Pacífico, contra los alemanes y los japoneses respectivamente, contrastó la naturaleza del enemigo en los dos teatros de la guerra:
El alemán era mucho más hábil que el japonés. La mayoría de los japoneses contra los que luchamos no eran hombres hábiles. No eran líderes hábiles. El alemán tenía un ejército profesional... Los japoneses... no sabían manejar las armas combinadas - la artillería y el apoyo de la infantería - en la misma medida que nosotros. Sin embargo, eran soldados valientes... Lucharon muy, muy duro, pero no eran tan hábiles como los alemanes. Pero los alemanes no tenían la tenacidad de los japoneses.
Collins fue ascendido al rango temporal de tres estrellas de teniente general en abril de 1945 y a general de brigada permanente en junio. Estaba muy bien considerado por el general Omar Bradley, superior de Collins durante la mayor parte de la guerra, y muchos altos mandos alemanes creían que Collins, junto con el teniente general Troy H. Middleton, al mando del VIII Cuerpo, era uno de los mejores comandantes de cuerpo estadounidenses en el Frente Occidental. Bradley comentó que "si hubiéramos creado otro Ejército de la ETO, a pesar de su juventud y falta de antigüedad, Collins sin duda habría sido nombrado comandante". Por su servicio durante la guerra, Collins recibió tres veces la Medalla por Servicio Distinguido del Ejército, dos veces la Estrella de Plata y dos veces la Legión al Mérito.

## Posguerra
Después de la guerra, Collins fue vicecomandante general y jefe de Estado Mayor de las Fuerzas Terrestres del Ejército desde agosto hasta diciembre de 1945. Posteriormente, fue director de información (más tarde jefe de información pública) del Ejército de los Estados Unidos de 1945 a 1947. Fue adjunto, y más tarde vicejefe de Estado Mayor del Ejército de los Estados Unidos de 1947 a 1949 y fue ascendido a general temporal y a general de división permanente en enero de 1948.
Collins fue jefe de Estado Mayor del Ejército de los Estados Unidos desde el 16 de agosto de 1949 hasta el 15 de agosto de 1953; como tal, fue el oficial superior del Ejército durante toda la guerra de Corea. Como jefe de Estado Mayor en tiempos de guerra, su principal responsabilidad fue garantizar que se enviaran soldados adecuadamente entrenados y equipados a luchar en Corea. Dirigió la operación de los ferrocarriles del Ejército, introdujo el primer grupo de Fuerzas Especiales en el orden de batalla y estuvo estrechamente relacionado con el desarrollo de la contribución del Ejército a la recién creada Organización del Tratado del Atlántico Norte (OTAN).
Collins fue representante de Estados Unidos en el Comité Militar y en el Grupo Permanente de la OTAN de 1953 a 1954. Fue representante especial de Estados Unidos en Vietnam con rango de embajador, de 1954 a 1955, y volvió a su destino en la OTAN. Se retiró del servicio activo en marzo de 1956, tras casi 40 años de servicio militar.
El general Joseph Lawton Collins murió en Washington D. C., el 12 de septiembre de 1987, a la edad de 91 años. Está enterrado en el Cementerio Nacional de Arlington, Virginia.